# كورت بارتش
كورت بارتش (بالألمانية: Kurt Bartsch)‏ (و. 1937 – 2010 م) هو كاتب سيناريو، ومؤلف، وكاتب ألماني، ولد في برلين، توفي في برلين، عن عمر يناهز 73 عاماً.

## وصلات خارجية
- كورت بارتش على موقع IMDb (الإنجليزية)
- كورت بارتش على موقع ديسكوغز (الإنجليزية)
- كورت بارتش على موقع قاعدة بيانات الفيلم (الإنجليزية)

- كورت بارتش في قاعدة بيانات الأفلام على الإنترنت